# Hofburgkapelle

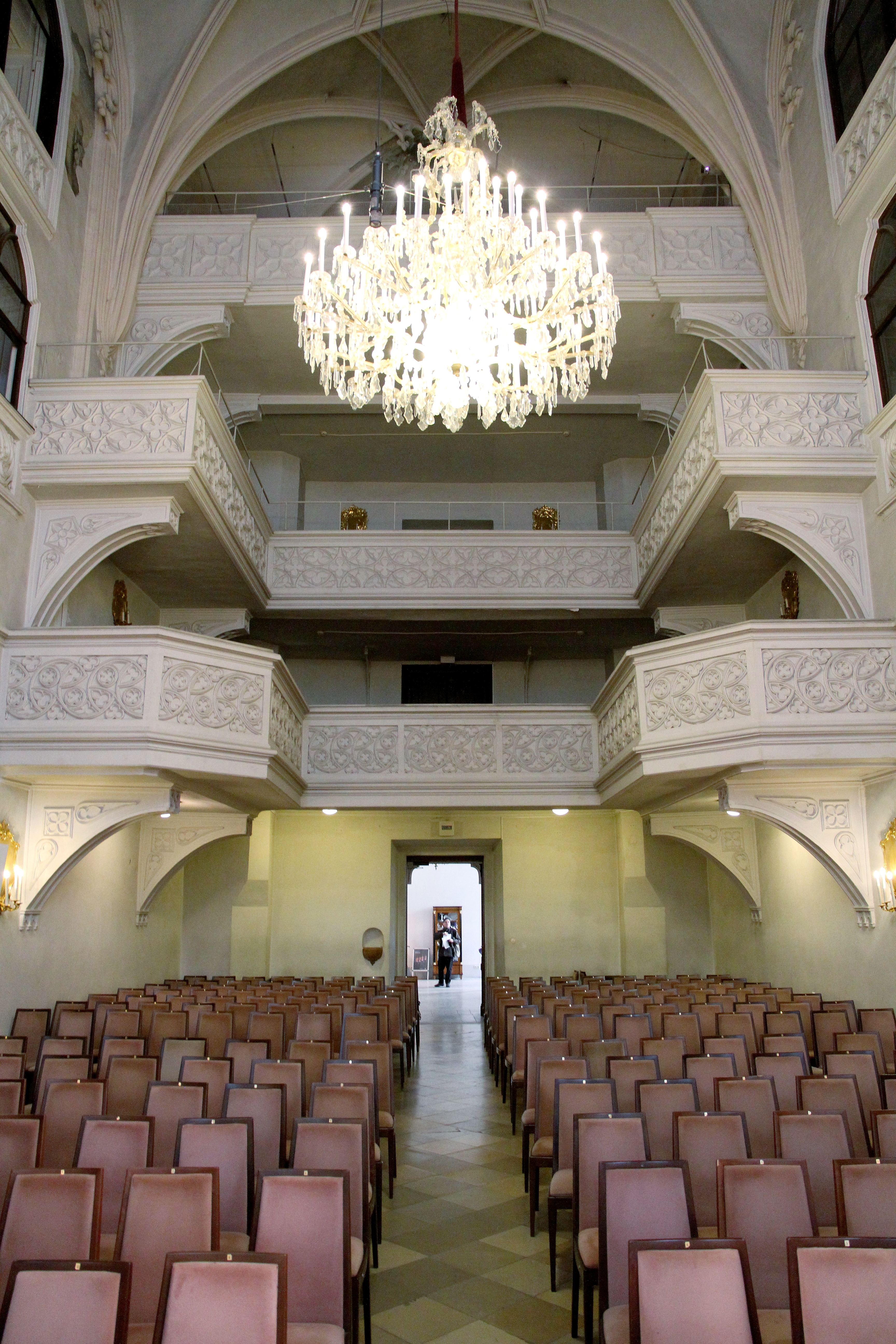
La galería de tres pisos de la capilla Hofburg

La Hofburgkapelle es la capilla principal y más antigua del palacio imperial de Hofburg y la antigua capilla de los Habsburgo.

## Historia
Probablemente hacia 1287/88 Albrecht I. mandó construir una capilla románica tardía, mencionada por primera vez en un documento de 1296. Se amplió de 1423 a 1426 bajo Albrecht V.  De 1447 a 1449, el emperador Federico la hizo reconstruir y ampliar en estilo gótico. Maria Theresia hizo renovar la capilla en estilo barroco tardío. En el curso del clasicismo, se reformó en 1802. La Wiener Hofmusikkapelle, fundada por Maximiliano I de Habsburgo  actuó en ella y su tradición es continuada por la Filarmónica de Viena y el Coro de Niños de Viena.
Hasta el final de la monarquía en 1918, la capilla de Hofburg sirvió como iglesia parroquial de exemten kuk . parroquia de la corte y del castillo ; después de su disolución , esta  capilla se convirtió en rectorado en 1920 bajo la ley canónica. Este cargo lo ocupa actualmente (2017) el prelado Ernst Pucher.